# René Zey
René Zey (* 12. Juni 1955 in Essen) ist ein deutscher Autor.

## Leben
René Zey studierte Germanistik und Philosophie in Essen, Bonn und Münster (1. und 2. Staatsexamen). Von 1986 bis 1991 war Zey verantwortlicher Lektor bei Harenberg, Lübbe und DuMont. Von 1991 bis 2020 betrieb er das Königsdorfer Medienhaus (Konzeption und Produktion von Sachbüchern für deutsche und internationale Verlage). Seit 1991 schrieb er über 80 Lexika und Sachbücher für Verlage wie Rowohlt, Ullstein, Ueberreuter, Europa, Falken, Mosaik und Weltbild. Lizenzausgaben wurden unter anderem in Polen, Tschechien, Estland und VR China veröffentlicht. 2006 gründete er das Internetportal „Designlexikon International“.

## Auszeichnungen
- Kulturpreis der Stadt Essen (1982)
- Autorenstipendium des Landes Nordrhein-Westfalen (1991 und 2020)
- Filmförderstipendium des Landes NRW (1984).

## Buchveröffentlichungen (Auswahl)
- Seminargeflüster (Gedichte). Zey, 1982
- Sommersemester/Wintersemester (Gedichte). Westarp, 1984
- Hauptstudium (Erzählung). Westarp, 1984
- Westviertel (Gedichte). Westarp, 1984
- Die schönsten Cafés im Ruhrgebiet. Essen, 1985
- Im Café. Vom Wiener Charme zum Münchner Neon. Harenberg, 1987
- Berühmte Frauen. Rowohlt, 1992
- Lexikon der graphischen Künste (zusammen mit Markus Stegmann). Rowohlt, 1992
- Lexikon Internationales Design. Rowohlt, 1993
- Parks in Köln (zusammen mit Henriette Meynen). Greven, 1993
- Bildschirmspielereien. Der Elternratgeber über Video- und Computerspiele, Beltz, 1994
- Lexikon Neue Medien. Rowohlt, 1994
- Lexikon der Forscher und Erfinder (zusammen mit Mark Benecke). Rowohlt, 1997
- Echt wahr! 2500 Antworten auf nie gestellte Fragen. Ullstein, 1999
- Lexikon der modernen Kunst (zusammen mit Markus Stegmann). Gruner und Jahr, 2000
- Von Glückspilzen und Pechvögeln (zusammen mit Michael Sellen). Ueberreuter, 1998 / Rowohlt, 2001
- Quiz für Millionen. Falken, 2001
- SMS Love Messages (zusammen mit Lennart Zey). Falken, 2002 / Mosaik, 2003
- Wer ist sie? Ratebiografien prominenter Frauen. Ueberreuter, 2003
- Auf einmal Schulkind (zusammen mit Dagmar Zey). Orbis, 2003
- Rätsel für Kinder (zusammen mit Dagmar Zey). Urania, 2003
- Mein kunterbuntes Ratebuch (zusammen mit Dagmar Zey). Bassermann, 2003
- Zarthart (Audiobook) Königsdorfer Medien, 2004
- Lexikon der wissenswerten Nebensachen – Zeys Sammelsurium. Europa Verlag, 2005
- Lexikon der graphischen Künste (zusammen mit Markus Stegmann). CD-ROM, Directmedia Publishing, 2007
- Das Designlexikon (zusammen mit Thomas Heider und Markus Stegmann). CD-ROM, Directmedia Publishing, 2007
- Das Lexikon der ersten und letzten Male. Riva, 2017
- Tura-Grill – Kult-Imbiss in Essen-Altendorf. E-Book (Print Replica – Kindle-Ausgabe) und Printversion, ISBN 979-8-6156-6553-0, Amazon Direct Publishing, 2020
- Corona-Ticker – Die Welt im Ausnahmezustand. Eine Chronik der ersten 120 Tage. E-Book (Kindle-Ausgabe) und Printversion, Neopubli, 2020, ISBN 978-3-7529-4153-1
- Die Friedhöfe in Frechen-Königsdorf. E-Book (Print Replica – Kindle-Ausgabe). Amazon Direct Publishing, 2020, und Printversion, ISBN 978-3-7531-1276-3, Neopubli, 2020 (u. a. zum Friedhof Königsdorf Süd)
- Cafés in Nordrhein-Westfalen – Von 1700 bis heute (mit Fotografien von Dieter Sawatzki). Aschendorff, Münster 2022, ISBN 978-3-402-24881-2.